# Ла-Гард (Вар)
Ла-Гард (фр. La Garde) — коммуна на юго-востоке Франции в регионе Прованс — Альпы — Лазурный берег, департамент Вар, округ Тулон, кантон Ла-Гард.
Площадь коммуны — 15,54 км², население — 25 621 человек (2006) с тенденцией к стабилизации: 25 736 человек (2012), плотность населения — 1656,0 чел/км².

## Население
Население коммуны в 2011 году составляло — 25 613 человек, а в 2012 году — 25 736 человек.
| 1962 | 1968 | 1975  | 1982  | 1990  | 1999  | 2006  | 2011  | 2012  |
| ---- | ---- | ----- | ----- | ----- | ----- | ----- | ----- | ----- |
| 6273 | 9629 | 15506 | 19805 | 22412 | 25329 | 25621 | 25613 | 25736 |

Динамика населения:

## Экономика
В 2010 году из 16 762 человек трудоспособного возраста (от 15 до 64 лет) 10 745 были экономически активными, 6017 — неактивными (показатель активности 64,1 %, в 1999 году — 61,3 %). Из 10 745 активных трудоспособных жителей работал 9341 человек (4745 мужчин и 4596 женщин), 1404 числились безработными (661 мужчина и 743 женщины). Среди 6017 трудоспособных неактивных граждан 3159 были учениками либо студентами, 1268 — пенсионерами, а ещё 1590 — были неактивны в силу других причин.
На протяжении 2010 года в коммуне числилось 10 751 облагаемое налогом домохозяйство, в котором проживало 24 744,5 человека. При этом медиана доходов составила 19 тысяч 188 евро на одного налогоплательщика.